# Церква Покрови Пресвятої Богородиці (Харбін)
Храм Покрови Пресвятої Богородиці (кит.: 哈尔滨圣母帡幪教堂) — єдиний діючий православний храм у Харбіні, що належить до юрисдикції Китайської православної церкви.

## Історія
Українська парафія з церквою на честь Покрови Пресвятої Богородиці була заснована в Харбіні у 1922 році з благословення митрополита Харбінського і Маньчжурського Мефодія (Герасимова) і до 1930 року розміщувалася в будівлі Українського Дому в Харбіні. Після вилучення будинку з ведення української громади, парафія деякий час орендувала підвальне приміщення на Великому Проспекті
За спогадами харбінського священика Миколая Падеріна:
|  | У центральній частині міста, на Великому проспекті, на території старого руського цвинтарю був споруджений храм Покрови Пресвятої Богородиці, навколо якого зосередилося церковне життя жителів прилеглого району, в більшості українців, тому Покровський прихід стали називати ще українським. Прибудова Покровського храму була присвячена святителю Інокентію Іркутському, і в ньому, як і в інших храмах з прибудовами, відбувалася в святкові дні рання літургія. Оригінальний текст (рос.) В центральной части города, на Большом проспекте, на территории старого русского кладбища был воздвигнут храм Покрова Пресвятой Богородицы, вокруг которого сосредоточилась церковная жизнь жителей прилегающего района, в большинстве украинцев, почему Покровский приход стал называться ещё украинским. Придел Покровского храма был посвящён святителю Иннокентию Иркутскому, и в нём, как и в других храмах с приделами, совершалась в праздничные дни ранняя литургия. |

У 1930 році земельне управління виділило громаді ділянку на Старому цвинтарі Харбіна, де знаходилися поховання руських воїнів. Храм був закладений 1 червня 1930 року і побудований у візантійському стилі за проєктом цивільного інженера Ю. П. Жданова на кошти приходу і руських жителів Харбіна. 14 грудня 1930 року храм був освячений митрополитом Мефодієм на честь Покрови Пресвятої Богродиці. Вартість споруди склала 32 тисячі єн, більшу частину з яких парафія отримала в якості позики.
Церква була закрита в роки культурної революції. В період відлиги була відреставрована і відкрита для богослужіння. 14 жовтня 1984 року першу літургію в Покровському храмі після гонінь «культурної революції» здійснив ієрей Григорій Чжу, єдиний священик Китайської Православної Церкви, який отримав державну реєстрацію.

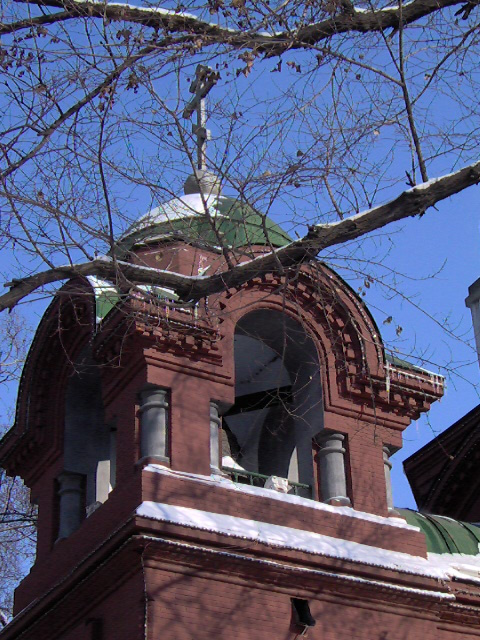
Дзвіниця

Але після його смерті в 2000 році ніяких служб не проводили зовсім. Парафіяни приходили у відкриту церкву по неділях з 8:30 по 11:00 , ставили свічки, молилися, відзначали, як могли православні свята. Протягом 10 років православні віруючі Харбіна, зокрема, російські співвітчизники, об'єднані у «Руський клуб Харбіна», докладали зусиль для отримання дозволу на проведення богослужінь. Після візиту до Харбіна у листопаді 2009 року голови Відділу зовнішніх церковних зв'язків (ВЗЦЗ) Московського патріархату митрополита Волоколамського Іларіона (Алфєєва) у харбінців з'явилась нагода відновлення православного життя. Дозвіл було надано і 4 квітня 2010 року в храмі була відслужена Великодня утреня та літургія. Богослужіння провів співробітник ВЗЦЗ ієромонах Стефан (Ігумнов), який прибув у Китай.
Священик Китайської Автономної Православної Церкви Михаїл Ван, який проживав на спокої у Шанхаї, провів Божественну літургію 11 квітня 2010 року в Покровському храмі з дозволу державних властей КНР. Під час богослужіння було близько 50 православних громадян Китаю, а також російські співвітчизники, які тимчасово або постійно проживали у Харбіні.
Наступним богослужінням стала перша за півстоліття архієрейська літургія, що відбулась 24 червня 2012 року. ЇЇ провів митрополит Волоколамський Іларіон (Алфеєв), а йому співслужив протоієрей Олексій Киселевич, настоятель православної громади міста Шанхай. На службу зібралися близько шістдесяти православних співвітчизників, що постійно чи тимчасово перебували в Харбіні.
14 травня 2013 року Патріарх Московський і всієї Русі Кирило відвідав храм та відслужив Божественну літургію. На свято зібралося багато православних китайців і російськомовних співвітчизників. Не всі з них отримали можливість увійти в храм. Після прибуття до Покровського храму патріарх Кирил вирушив до віруючих, що знаходилися на вулиці та поспілкувався з ними, давши їм благословіння. Патріарх закликав владу Харбіна дозволити богослужіння в храмі, хоча б на Великдень і Різдво. Владивостоцька єпархія підготувала храм для богослужіння і здійснила в ньому необхідний ремонт.
Клірик Владивостоцької єпархії Димитрій Федорін, який приїжджав у Харбін, відзначав: «В цілому громада — міцна. Щонеділі вони збираються в храмі. Якщо немає можливості провести Божественну літургію в храмі, то вони це можуть зробити вдома. Для пастирського духовного окормлення тих, хто проживає в цьому місті, приїжджає священик».
4 жовтня 2015 року в домовому храмі Санкт-Петербурзької духовної академії був висвячений в сан священик Олександр Юй, якого по завершенні навчання передбачалося направити служити в Покровський храм. У тому ж році ієрей Олександр зазначав: «В нашому храмі в Харбіні тільки один служебник [китайською мовою], немає богослужбових книг, церковного начиння. Нам зараз потрібна всебічна підтримка і перше — це взаєморозуміння, не тільки матеріальна допомога». Як зазначив священик Димитрій Федорін: «За минулі п'ятнадцять років відсутності священика громада багато втратила в плані православних традицій».
Із Різдва 2015 року храм був закритий на ремонт. Богослужіння в ньому не відбувалися. У причтовому будиночку китайські віруючі влаштували імпровізовану капличку, в якій збиралася громада. В ті недільні дні, коли в Харбіні не було священика, з ранку відбувалося богослужіння мирським чином (обідниця). З 9 годин обідниця читалась китайською, а потім, з 10 годин — російською мовою. Кожну неділю православна громада намагається збиратися разом, щоб зайнятися спільною справою, або влаштувати загальний суботник на території парафії або на цвинтарі. Разом відзначають в Харбіні і свята, в тому числі світські — Новий рік, День Перемоги та інші". Основні богослужіння після цього почали відбуватися в католицькому кафедральному соборі, що розташований поруч. Від католицького собору за згодою влади відбувався хресний хід до Покровської церкви. 7 січня 2016 року на Різдво китайська і російська православні громади Харбіна зустріли Різдво Христове разом — в попередні роки це відбувалося окремо. Різдвяні свята в Харбіні відвідали понад 100 осіб.
14 квітня 2018 року, в суботу Світлої седмиці, храм знову відкрився для богослужіння і відразу прийняв близько 100 віруючих.

## Настоятелі

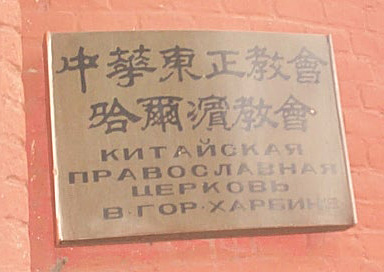

- протоієрей Прокопій Гордзієвський, (1922—1925)
- протоієрей Микола Труфанов (1925—1942)
- ієрей Іван Бринських (1952—1955)
- протоієрей Григорій Чжу (1986—2000)
- ієрей Олександр Юй (з 2015)

## Старости
- 1922—1925 — Сарабун
- 1925—1934 — Бодянов
- 1934—1940 — Неповєтов